# Daniella Perkins

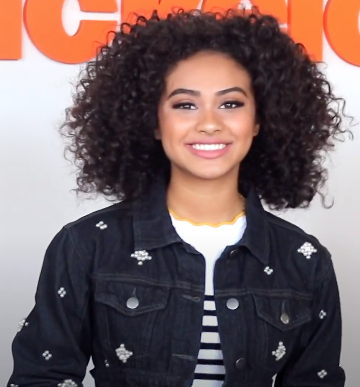
Daniella Perkins, 2018

Daniella Orion Perkins (* 13. Juni 2000 in Anaheim) ist eine US-amerikanische Schauspielerin.

## Leben
Perkins wuchs zusammen mit ihrer Schwester in Fullerton, Orange County auf. Als Kinder führten sie Theaterstücke zu ihrer eigenen Unterhaltung auf. Sie wurde zu Hause unterrichtet, um sich Zeit für ihre Karriere zu nehmen.
Sie gab im Jahr 2016 ihr Schauspieldebüt. So ist sie in Fernsehserien wie Die Thundermans und Nicky, Ricky, Dicky & Dawn als Gastschauspielerin zu sehen.
Internationale Bekanntheit erlangte sie durch die Hauptrolle der Ciara aus der Fernsehserie Knight Squad.

## Filmographie
- 2018: Blurt – Voll verplappert
- 2018: Nicky, Ricky, Dicky & Dawn
- 2018–2019: Knight Squad
- 2019: Henry Danger
- 2021–2024: Grown-ish